# El museo pictórico y escala óptica

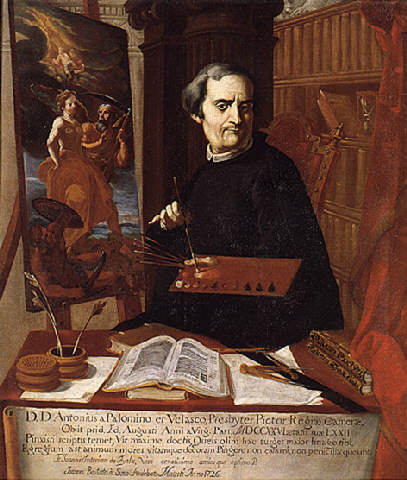
Retrat d'Antonio Palomino per Juan Baptista Simo

El museo pictorico y escala óptica és una obra literària d'Antonio Palomino publicada entre 1715 i 1724. Està formada per diverses preocupacions i tesis de l'autor respecte a l'origen de la pintura i la seva composició, tant física com metafísica, i la divisió de la pintura tractant la part històrica, teològica, filosòfica i matemàtica, en les que va demostrant la seva veritat.

## Objectius del tractat
Una de les moltes reivindicacions que fa Palomino, amb l'ajuda de la seva obra, consisteix en el fet que no es tracta que els pintors tinguin biblioteques i utilitzin el llibre com un instrument de treball necessari. L'autor del Museo Pictórico té principalment tres objectius els quals defensa: reivindicar la llibertat de la pintura per defensar el caràcter liberal, i no el banal de la pintura (ja que molts la tenen o entenen per ofici i no per art), sostenir el seu caràcter científic i demostratiu, i garantir la fama que mereixen els seus professors.
Per tant, el que pretenia o va intentar Palomino era omplir un lloc que ell havia trobat a faltar dins del panorama pedagògic, que segons ell considerava que estava dominat per les cartilles de dibuix. Aquestes cartilles no les menysprea, més aviat les recomana pels principiants, però és conscient que la seva utilitat fa referència només a la pràctica de la pintura, i no a la teòrica.
Amb tot això demostra que gràcies a la seva formació va poder profunditzar en les diferents tècniques del dibuix i la pintura, entendre els seus principis i escriure sobre la seva correcta execució, donant les pautes perquè altres poguessin fer-ho correctament.

## Aspectes biogràfics de la vida d'Antonio Palomino relacionats amb la gestació i el contingut del seu tractat

### Formació humanística
Generalment, per conèixer el pensament d'un artista, s'ha de seguir un procediment inductiu, el de l'anàlisi de moltes de les seves obres. Amb aquest procediment, s'arriba a les idees centrals que les van originar. Tot i això, en el cas d'Antonio Palomino i Velasco vaga tot procediment d'inducció perquè com ell mateix confessa, no va saber eludir la crida de l'exuberant publicista que caracteritza el seu segle.
Convençut de l'excel·lència de la pintura, després de l'estudi de molts autors, especialment de la Perspectiva pràctica de Viñola, va arribar a la conclusió que la seva intel·ligència depenia de la matemàtica, i ho va resoldre estudiant aquesta disciplina al Col·legi Imperial de la Cort, sota la direcció del Pare Jacobo Kresa, de la companyia de Jesús. Així, va arribar a l'evidència:
| «                                                                                       | de que esta facultad es indemostrativa en todos sus principios y radicales fundamentos, como lo son todas las ciencias matemáticas, circunstancia que califica la pintura, no sólo arte liberal, sino ciencia demostrativa que es lo sublime de las ciencias, pues por la demostración se constituyen tales. Y así traté de escribir metódicamente de esta facultad, sentando sus principios y fundamentos radicales, y deduciendo de ellos sus conclusiones infalibles como hijas de demostraciones matemáticas y filosóficas | » |
| — E. Lafuente Ferrari, Breve história de la Pintura española. 3a edició, 1946, pág. 255 | |   |

Així va néixer el Museo Pictórico o Escala Óptica, que tan justa fama ha donat al seu autor, enfosquint els seus mèrits com a pintor. No només historiadors de fora d'Espanya, sinó molts crítics d'art nacionals donen suport a aquesta afirmació del senyor Lafuente Ferrari:
| «                   | "La gloria de Palomino, más que en sus pinturas, está en haber sido en realidad el primer historiador de nuestro arte, al escribir las vidas de nuestros artistas de los siglos XV al XVII, incluidas en su Parnaso español pintoresco laureado" | » |
| — Lafuente Ferrari, | |   |

### Formació teològica
Al primer capítol de la seva obra, el mateix Palomino ofereix un testimoni de la seva profunda formació teològica. Sota el títol general de "Prenuncios de la Pintura en las obras divinas", exposa una sèrie de consideracions basades en la distinció subtil de Sant Agustí.
Palomino continua la seva exposició plasmant imatges de Déu a la seva semblança i de la naturalesa angèlica i la humana. Amb diverses frases de diferents teòlegs, estableix noves semblances entre la Trinitat i altres trilogies. Palomino és concret i precís emprant les expressions, els conceptes, les enumeracions... Parla de les tres potències de l'ànima, dels tres estats de l'home: la naturalesa caiguda, on expressa una al·lusió a la Verge Maria, amb una gran exactitud teològica, de les tres virtuts teologals i, fins i tot, de les tres maneres de pintar: al temple, al fresc i a l'oli. Aquestes tres maneres de pintar formen un gran paral·lelisme amb els tres estats de la naturalesa humana.
Palomino destaca per la solidesa dels seus coneixements teològics, on els posa de manifest tant a la seva famosa obra literària, com també ho fa en les seves obres pictòriques. L'artista es va llençar a l'estudi i a la pràctica de la pintura, a la que va estimar molt, particularment quan es consagrava el tema religiós.
Al seu llibre va considerar les raons per les quals la pintura és un art lliberal, seguint la tendència del seu temps de reivindicar socialment les Belles Arts. Es basava en la definició que va donar Sant Agustí per les arts lliberals:
| «                                                                            | pues si éstas, en sentir de este agrado doctor, son aquellas que son dignas de hombre cristiano y nos enseñan el camino de la verdadera sabiduría, ¿cuál mejor que aquella arte, de cuyas mudas, si eloqüentes cláusulas, usaba la primitiva iglesia para enseñar a los fieles el camino de la verdad en los libros abiertos de las historias sagradas, vidas y martyrios de los santos, delineados con la tàctica retórica de los pinceles? | » |
| — Palomino, Antonio, El Museo Pictórico o Escala Óptica, volum I, pàgina 98. | |   |

Palomino és exigent amb els artistes religiosos i vol que tractin dignament els temes, ja que les arts religioses i els dogmes sagrats són la religió vertadera i la teologia sagrada, tal com afirma Palomino.

## Contingut del llibre
Està format per experiències personals i autobiogràfiques de l'autor. Al  pròleg es planteja la qüestió que la pintura no és una ciència pràctica, la qual podem aprendre en un taller, sinó que la pintura és una ciència matemàtica i de formació lliure. Palomino fa aquesta conclusió per la seva pròpia experiència com a pintor.
La primera part del llibre està dedicada a la Teòrica de la pintura, on representa els seus interessos dividits en 3 llibres. El primer és L'aficionat, on defineix què entén Palomino per l'origen de la pintura i el seu significat. Al segon, El curiós, es demostra el seu caràcter lliberal. Finalment, al tercer llibre, El diligent, el contingut està relacionat amb una frase de l'anterior llibre, on diu que és propietat essencial de la pintura ser ciència demostrativa en allò teòric.Al segon volum dona consells i instruccions de com pintar, dividit en 6 llibres, on el nivell d'artisticitat va augmentant a cada capítol. Per acabar, el tercer volum, conegut com El Parnaso Español Pintoresco Laureado.
Palomino distribueix els temes anant d'allò general a allò particular, com per exemple, des de l'origen diví atribuït a la pintura fins a la recepta bàsica de com fer el plom. També escriu sobre principis teològics i filosòfics, coneixements pràctics als tallers dels pintors, preceptes, ordres, teoremes, consells, regles i qualsevol doctrina que pogués ser d'interès a començaments del segle xviii.

### Primer volum
Palomino divideix el seu primer volum en tres llibres, cadascun dels quals engloba les matèries dirigides:
- Primer llibre: a l'aficionat.
- Segon llibre: al curiós.
- Tercer llibre: al diligent.

#### Primera Part,l'aficionat
Aquesta primera part, L'aficionat, és la més general i metafísica. Tracta de la pintura en obres divines, l'origen de la pintura i els seus primers inventors, aportant opinions adduïdes per clàssics; composicions metafísiques i físiques de la pintura; divisió de la pintura a les seves espècies, entre les quals integra el tapís, el mosaic, la tereseta i la vidriera; entra, més concretament, en matèria al parlar de la pintura acolorida i les seves classes, i conclou, amb la composició integral de la pintura. Els capítols dedicats a aquesta part són el més barroc del llibre de Palomino, ja que concedeix molta bel·ligerància a fenòmens físics com el de la llum i com a altres purament literaris, com l'emblema i el jeroglífic, ja que jugaven un paper important en l'intens simbolisme de la seva pintura, particularment, al seu matís cortesà.

#### Segona Part,el curiós
El segon llibre, El curiós, comença amb llargues digressions provant com  la pintura és art liberal, noble, d'origen diví i exempta de qualsevol cens que pogués pesar sobre les anomenades arts mecàniques.

#### Tercera Part,el diligent
El tercer llibre, El diligent, se subtitula Teòrica de la pintura. Les abstraccions i al·legats del llibre anterior donen pas a definicions i problemes de geometria pràctica. També parla d'importants demostracions al voltant de la llum i el color, i acaba el llibre amb més proposicions d'ordre geomètric.

### Segon volum
El Segon volum tracta de la pràctica de la pintura. Els capítols segueixen una numeració correlativa amb el volum anterior i es titulen de manera semblant. Es divideix en 6 llibres:
- Quart llibre: El principiant.
- Cinquè llibre: El copiant.
- sisè llibre: L'aprofitat.
- setè llibre: L'inventor.
- vuitè llibre: El pràctic.
- novè llibre: El perfecte.

#### Quart llibre:el principiant
El llibre quart, El principiant, comença donant consells de pedagogia, seguit de principis d'anatomia i d'escorç del cos humà.

#### Cinquè llibre:el copiant
Ja més especialitzat és el llibre V, El copiant, on dona nombroses regles sobre els colors, imprimacions, preparats de teles i taules, pintures de draps, paisatges i pintura morta. Ja és una activitat acadèmica.

#### Sisè llibre:l'aprofitat
El llibre sisè, L'aprofitat, dona instruccions per la realització de retrats i composicions, ordres arquitectòniques i regles per a la pintura al tremp.

#### Setè llibre:l'inventor
Palomino va seguint un mètode en l'educació del seu deixeble on cada capítol el nivell va augmentant. Aquest ha arribat a un grau superior, corresponent al llibre setè, el de L'inventor, on s'ensenyen precisions del mestre i es formula el principi de l'autocrítica. Cal destacar del capítol III el bon judici de Palomino en establir la distinció entre el nu i el deshonest o lasciu. Creient prou creditor al seu deixeble, li instrueix sobre la pintura al fresc i la proveeix de detalls.

#### Vuitè llibre:el pràctic
En el llibre VIII, El pràctic, es posiciona contra el manierisme,i procedeix a resoldre problemes complicats com la pintura en cúpules i superfícies còncaves, o com la delineació d'altars i teatres.

#### Novè llibre:el perfecte
El més alt grau del pintor és El perfecte, corresponent al llibre novè. Comença donant regles crítiques i compositives. Als següents capítols, Palomino desenvolupa les idees i arguments portats a terme a les seves decoracions al fresc, i conclou el volum amb un receptari pràctic.

### Tercer Volum,El Parnaso Español Pintoresco Laureado
El tercer volum, més conegut com el llibre de les vides, s'anomena El Parnaso Español Pintoresco Laureado. No és un llibre sobre història de l'art, sinó sobre la història dels artistes.
Tot el volum III està dedicat als seus amics pintors, escultors, als reis i als seus familiars, ja que elogia tots els encerts d'aquests. Va viure en temps crítics, i va ser testimoni de fets com l'encadenament dels Austríacs amb els Borbons, la derrota i la ruïna de la bona escola espanyola castissa i l'adveniment dels cànons francesos, posats de model en l'Alcazar. Totes aquestes conjuntures van ser la raó per la qual Palomino va poder reunir més sabers de l'art que qualsevol altre artista. Aquesta erudició va donar com a resultat el Parnaso.
Palomino rebutjava les obres antecedents al Renaixement. Només menciona una pintura Medieval, la del Beato de Fernando, i la qualifica d'indigna i abominable, on en mirar-la no es pot evitar riure. A més, era una qüestió dogmàtica que la pintura espanyola comences a renàixer en temps del Rei Don Fernando el Quinto, anomenat el Catòlic, per l'any 1500. Per Ponz, totes les taules gòtiques eren d'Alberto Durero, i això s'afirmava fins a finals del segle xviii. Encara va haver de passar un segle perquè els pintors gòtics espanyols fossin creditors a algun apressi. 
La immensa batuda de dades que proporciona és sempre de sorprenent veracitat, i és per això que la fama d'aquest llibre ha anat perdurant. Destaca l'estil característic, peculiar, desenfadat i graciós de Palomino a l'hora d'escriure. Es tracta d'una prosa molt ben articulada, molt clara i alternada d'incisos, rica en lèxic castís i amb terminologies de l'ofici. Sap quant bé fa a un llibre d'erudició com el seu el fet d'intercalar versos aliens, com els de Lope de Vega, Juan Vélez de Guevara o Anastasio Pantaleón de Ribera.
Era una àguila per saber dels col·leccionistes privats, del preu de gairebé tota pintura, dels plets d'artistes contra capitulars d'esglésies, de les picabaralles què puguin donar lloc aquesta rivalitat, aquella competència entre pintors, etc. Amb molta documentació verificada, transcriu signatures i especifica la seva col·locació en el quadre respectiu.
El Parnaso Español Pintoresco Laureado és també un llibre d'entreteniment, ja que conté un ric anecdotari. Després del rigor documental, el perfil humà del pintor, del seu cercle familiar i social, de la seva ciutat i de la seva època apareix mitjançant la graciosa anècdota. Escriu sobre els rumors d'Alonso Cano; del geni agut i mordaç de Francisco de Herrera el Mozo; de la bondat de Juan Carreñero de Miranda; de l'orgull exagerat de Valdés Leal; de la bohèmia d'Esteban March; de les desgràciesde Ruiz de la Iglésia, i d'uns altres còmics o tràgics fets d'aquesta generació.
Dins d'aquest llibre, queden inserits dues espècies de "subllibres" com copioses biografies, molt superiors en extensió a les altres obres de dos considerats genis per Palomino: Diego Velázquez i Lucas Jordán. A finals del segle xvii, ja existia la dictadura de la propaganda. Una propaganda gegantina va treballar en favor de Lucas Jordán. Ara bé, Palomino, excepte en un parell de frases dures, va ser un dels que abans va obtenir plena i perfecta idea del valor de Doménico el Greco, la qual cosa vol dir que a banda de la pressió estètica del moment, posseïa una àmplia amplitud de judici res comú en la seva època. Contra la biografia de Velázquez per Palomino han sovintejat aprensives crítiques, provinents de l'honradesa de l'autor en declarar haver aprofitat un original, avui perdut, redactat del seu mestre Juan d'Alfaro. Però la veritat és que només les dimensions excepcionals de tal capítol constitueixen un desacord amb la resta del llibre, destacant de l'estil de Palomino les dades arreplegades i, fins i tot, la manera d'exposar- les i adaptar-les. Es pot assegurar que la primera monografia seria sobre Velázquez és aquesta de Palomino. Aquest "subllibre" o monografia es divideix a la vegada en tretze capítols d'ordre cronològic, abundants de notícies certes i de coneixements de la vida i obra de Velázquez. Té Palomino la gran perspicàcia d'avançar-se un parell de segles en fer l'observació de la indubtable i difusa influència del Greco sobre Velázquez, afirmant:
| «                  | En sus cabezas, en su estimación, nunca podían ser bastante celebradas; y la verdad tenía razón en todo aquello, que no participó de la extravagancia en que deliró a lo último; porque del Greco podemos decir que lo que hizo bien, ninguno lo hizo mejor; y lo que hizo mal, ninguno lo hizo peor | » |
| — Antonio Palomino | |   |

Però, segurament, el més cuidat d'aquest assaig crític biogràfic és el capítol VII, en què es descriu la més il·lustre obra de Don Diego Velázquez. Es tracta de Las Meninas, i és una descripció breu i sagaç, perfecta com a micromonografia del quadre. Per primera vegada es dona la identificació de les persones representades, es fixa la topografia de l'estança que les conté i, fins i tot, es donen els assumptes dels quadres figurats.

#### Errors deEl Parnaso Español Pintoresco Laureado
Segons les notes de Sánchez Cantón, a l'edició publicada el 1941, aquests són tots els errors observats:
1. En el preludi: La data del Beat de Fernando I, conservat a la biblioteca Nacional de Madrid, no és del 1045, sinó del 1047.
2. A la vida I: Totes les notícies sobre el pintor Racó es refereixen al denominat Germà. Si efectivament va existir Antonio Racó, potser és el conegut com a Antonio, que va treballar a la Catedral de Toledo.
3. A la vida V: Confusió entre Antonio Flores i Francisco Frutet, al qual realment correspon tal biografia.
4. A la vida VIII: El vel de setmana santa de la Capella de Bisbe de Madrid no és obra de Blas de Prado, sinó d'Isidro Villoldo.
5. A la vida XVII: Afirma que Tziano va estar a Espanya treballant, cosa que no correspon a la veritat.
6. A la vida XX: No s'ha confirmat l'afirmació de Palomino que Luis de Morales pintés sobre làmines de coure.
7. A la vida XXI: Potser l'error més gran del llibre: Dedica un semblant a Sofonisba Gentilesca, pintora que mai va existir, confonent-la amb Sofonisba Guissola i Artemisa Gentilleschi, que mai va estar a Espanya.
8. A la vida XXIV: Referint-se a Sánchez Coello, diu que va ser de nació portuguesa: d'origen sí, però va néixer a Alqueria Blanca de Benifaió (València).
9. A la vida XXVI: Identifica com una sola persona Joan Baptista Monascro i Joan Baptista de Toledo.
10. A la vida XXXVIII: La referència al P.Figueroa s'haurà d'entendre com del P. Sigüenza.
11. A la vida L: Roelas no es va dir Pau, sinó Joan, i no va ser doctor, sinó llicenciat.
12. A la vida LXXII: Juan Martínez Montañés no va néixer a Sevilla, sinó a Alcalá la Real.
13. A la vida LXXXVI: José Leonardo va pintar no un, sinó dos quadres: Presa de Juliers i Presa de Brisach, per al saló de Regnes del Bon Retiro.
14. A la vida CVIII: Parlant de les sèries de quadres de Zurbarán a la Merced Calzada i al col·legi de Sant Bonaventura, dos monestirs de Sevilla, no adverteix que la meitat de la primera sèrie és obra de Francisco Reina, i la meitat de la segona, d'Herrera el Viejo.
15. A la vida CLXXIII: Error en el nom de Don Justino de Neve, al que anomena Faustino.
16. A la vida CCXVIII: Pedro Ruiz González no va ser natural de Madrid, sinó d'Arandilla (Conca).

A més d'aquests errors, és necessari prestar atenció a les dates. És cert que una bona part de la cronologia que proporciona Palomino és equivocada, de vegades en considerable embalum d'anys. Al segle xvii era escassa la importància de les dates cronològiques. Ningú més que Palomino hagués desitjat la total precisió de dates per a consignar l'any de naixement o mort d'un artista, però s'estavellava amb la vaguetat dels seus informadors i amb les borroses dates no escrites, explicades per tradició verbal.

## Valoració delMuseo Pictórico
El mateix Palomino va explicar el que va voler idear amb la seva intervenció, manifestant que el seu treball anava més enllà de les seves funcions artístiques. "Con todo lo cual queda formado en este recinto un concepto de la Iglesia Militante, donde con el principal fundamento de la Fe, se erige el Sagrado edificio de la religión monástica; y especialmente es un panegírico mudo de la sagrada religión cartujana, fundándose con singularidad en el silencio, soledad, contemplación y doctrina; por cuyos medios se asegura el logro de la bienaventuranza eterna en la Jerusalén Triunfante, representada en la Gloria, que se expresa en todo el ámbito de la Cúpula; dirigiéndose los repetidos inciensos de esta Santa comunidad a el mayor obsequio de éste Soberano Señor Sacramentado".
Els deu llibres que constitueixen el Museo Pictórico o Escala Óptica es completen amb el Parnaso Español Pictórico Laureado. Menéndez y Pelayo afirma que ningú llegeix els dos primers volums de l'obra de Palomino, ja que el seu interès verdader està en l'últim volum, on l'autor recull un gran nombre de memòries dels artistes, anècdotes del taller i de l'acadèmia. No s'ha de negar al que a Palomino li correspon, és a dir, que les úniques biografies dels artistes que van ser impreses abans de Ponz i Ceán Bermúdez van ser les seves, i que els seus judicis uniformes van contribuir més que qualsevol altre llibre a diferir per Europa el nom i la fama de Velázquez i Murillo, de Zurbarán i de Ribera. No era del tot original el seu treball. En el segle anterior, el cronista Lázaro Díaz del Valle va traduir de Vasari les vides dels pintors italians que van treballar a Espanya, afegint també la d'algun espanyol, i que Palomino va copiar gairebé del tot. Tot i aquestes dues obres que van servir a Palomino de precedent parcial al seu treball, el gran mèrit de l'obra de Palomino, com ha escrit Lafuente Ferrari, està a haver sigut en realitat el primer historiador del nostre art, en escriure les vides dels artistes dels segles XV al XVII, incloses al Parnaso español pintoresco laureado.

## Influències en el seu pensament
Sobta l'ànim de parar-se a considerar la gran quantitat d'autors familiars a Palomino, segons les seves cites, les quals poden ser més o menys oportunes, però mai en un pretext per fer ostentació de l'erudició. El que Palomino havia estudiat, llegit i dirigit en les seves vigílies cordoveses i madrilenyes permet obtenir una idea de la seva formació, una de les seves claus consistia a ser un llatinista consumat. Sembla que posseïa abundància i precisió de cites, més aviat, consultades de llibres que ell mateix tenia, i no pas de la recerca en biblioteques alienes, algunes de les quals com la del col·legi Imperial, que va freqüentar molt.
Fonts dels segles XVI- XVII
Al primer volum, llibre II, capítol X, paràgrafs IV a VIII del seu llibre, Palomino dona una espècie de bibliografia general de la disciplina, en la que demostra conèixer bé els tradistes
 espanyols, a Caramuel, Pablo de Céspedes, Pacheco, Juan de Arfe a la seva Varia Conmeruración, Gaspar Gutiérrez de los Ríos, Juan Alonso de Butrón, Vicente Carducho, Féliz Lucio de Espinosa, i al P.Juan Ricci a la seva Pintura sabia, de la qual Palomino només va poder obtenir doctrina mitjançant el manuscrit, que no va ser publicat fins als nostres dies. Dels portuguesos, Fray Felipe de las Chagas. D'italians, pràcticament tots, almenys els més importants: Leonardo Da Vinci, Zucano, Lomazzo, Bisaño, Balloni, los franceses, a Félibien, Jean Cousin, Bose... En un apartat, el V, inclou als tradistes de diverses nacionalitats que han redactat les seves obres en Llatí.
Naturalment, León Bautista Alberti i a continuació, Francisco Junio, Juan Schefer, la qual la seva Ars Pingendi va ser un dels models més concrets de Palomino, Carlos Alonso de Fresney, Luis de Moncisco, Juan Miguel Silos, Joaquín Miguel Silos, Joaquín de Sandart... va ser molt important també per la pràctica barroca de Palomino, dei Jesuita Andrea Pozzo.
Fonts de l'Antiguitat
Però tot això no constituïa la part de la biblioteca més usada i consultada. Palomino va tenir altres estants on s'alineaven els autors clàssics, grecs, romans, cristians i renaixentistes. Trobem un conjunt de cites a peu de pàgina del seu llibre:
- Autors grecs: Aristóteles, Euclides, Filostrato,Herodoto, Estrabón, Esopo, Luciano de Samosata y Plutarco.

- Autors llatins: Virgili, Horaci, Ovidi, Plinio el Vell, Tito Livi, Corneli Nepote, Valeri Máximo, Suetoni, Josefo, Sili Itàlic, Ciceró, Marcial, Quintillano.
- Autors cristians: Ausonio, Apolinar Sidonio, Casiodoro, Tertuliano, Sant Agustí, Sant Ambrosi, Sant Basili, Sant Climent, Sant Dionís, Sant Gregori Nacianzeno, Sant Hilari, Sant Isidor, Sant Joan Crisóstomo, Sant Pau i Sant Tomàs.

La Bíblia
Naturalment, destaquen l'Antic i el Nou testament on Palomino havia consultat, cosa que no és estranya si recordem els seus estudis teològics, els quals, igual que la seva provada ortodòxia, no li impedeixen mencionar a Erasmo de Rotterdam. L'influx va arribar en els medis culturals espanyols, ja es veu que fins entrat el s. XVIII, Palomino no només coneixia els autors que citats en els paràgrafs indicats del llibre II, capítol X del seu primer volum, sinó que coneixia Vignola, Van Mader, i Fray Llorenç de Sant Nicolàs, l'inventor de les cúpules castisses madrilenyes amb entramat de fusta. El plural saber de Palomino s'expandeix a moltes més disciplines, ha llegit -pel que es refereix a les lleis- les Pandectas i les novel·les de Justinià i la hispana Nova Recopilació. A l'àmbit de la història, a part dels clàssics, maneja les obres del Pare Joan de Mariana, d'Ambrosi Morales i d'Antonio de Solís, això sense comptar altres historiadors menys coneguts.
Palomino aconsella amb una llista de llibres, als pintors. En general, repeteix les mateixes obres observades en els catàlegs anteriors. Entre els autors de llibres d'emblemes cita a Alciato, Pieiro Valeriano, Giovio, Simeone, Paradin, Saavedra Fajardo; i gairebé l'única obra nova és la Iconologia de Cesare Ripa (Palomino insisteix molt amb la seva utilitat). Entre els mitògrafs cita a Baltasar de Vitoria, i entre les misecelànies, la Polyanthea. Palomino li deu molt a la Biblioteca de Possevino, que inclou un tractat De Pictura et Poësis, obra en la qual també es recolza Pérez de Montalbán. Palomino, a les anotacions, també cita a Ripa i Pierio Valeriano, i fins i tot, les idees per les pintures semblen pur catàleg d'aquest.

## Edicions
En primer lloc, el Museo Pictórico no és la primera publicació de Palomino. Sabem que en 1697, 5/8 del seu numen van ser premiades en el certament poètic dedicat a la Gloriosa Asunción de Maria Santísima de Gracia, a l'església d'aquesta ordre de Granada. La prioritat en la bibliografia de l'artista correspon a un fullet titulat Explicación de la idea que ha discurrido y executado en la pintura del presbiterio de la iglesia Parroquial de San Juan del Mercado de Valencia, imprès en 1700 i després incorporat al llibre principal. Se sap que el 1708 estava acabat, datant del seu 16 de maig la censura, i del 18 del mateix mes i any, la llicència.
La raó per la qual tot i estar ja concloses aquestes facilitats no sortia l'estampa fins al 1715, la declara Palomino en la seva dedicatòria a la Reina Isabel Farnesio :
| «                  | Muchos años ha, que guiado de un oculto destino, me dediqué a escribir de esta facultad, asi por el amor que le tributé desde mis primeros años; como por ver lo poco que en el idioma español se halla impreso de sus más radicales fundamentos. Y algunos ha también que tenido concluido este humilde trabajo, traté de sacarlo a luz; y nunca faltó algún incidente, que lo embarazase, ya por las turbaciones, que universalmente han afligido la Monarquia... y ya por algunas ausencias que me ha sido preciso hacer de esta Corte, a diferentes negocios de mi profesión... | » |
| — Antonio Palomino | |   |

És a dir, d'una banda el general trastorn produït per la Guerra de Successió, no liquidada fins als tractats d'Utrech, de 1714 i 1715; de l'altra, els ja sabuts treballs d'autor a València, Salamanca, Granada i Còrdova. Per fi, en 1715 apareix el volum primer del Museo Pictórico imprès a Madrid per Lucas Antonio de Bedmar, dedicat a Isabel Farnesio, segons s'ha dit, i amb una bella làmina de portada gravada a València per Rovira.
Fins al 1724, no va sortir el  segon volum del llibre dedicat a Lluís I, i imprès a Madrid per la vídua de Juan García Infanzó. El gravat de la portada, una al·legoria de les arts a la qual uns cupidos presenten un retrat del breu monarca, és una obra selecta del gravador Joan Bernabé Palomino, nebot de l'artista. En aquest segon volum s'inclou també el tercer volum, el Parnaso Español Pintoresco Laureado, proveït de portada independent, també amb peu d'impremta però abreujat. El llibre va ser molt ben rebut, imprescindible en el moment de la publicació. Molt aviat el tercer volum va ser traduït a l'anglès i al francès. La primera edició de tota l'obra va exigir a finals del segle una altra, bellament impresa, amb les mateixes làmines, per la impremta de Sancha el 1795-97.
L'any 1941, Sánchez Cantón va publicar les seves Fonts Literàries per a la Història de l'Art Espanyol amb anotacions de la part de les Vides. No obstant això, es feia necessària una reedició completa, i les últimes edicions publicades han estat 4. Una, de mida monumental, treta a la llum per l'Editorial Poseidon, de Buenos Aires, i una altra amb pròleg de Cean Bermúdez, publicada en 1947 per l'editorial Aguilar, de Madrid.Juan Antonio Gaña Nuño i Emilio Mª Aparicio Olmos són els últims, el primer publica la seva reedició en 1965 amb l'editorial coleccion libros de bolsillos, i el segon la publica en 1966 amb l'editorial colección artes gráficas soler.